# سنت مارتین (اوهایو)
سنت مارتین (به انگلیسی: St. Martin) یک منطقهٔ مسکونی در ایالات متحده آمریکا است که در Perry Township واقع شده‌است. سنت مارتین ۲٫۸۲ کیلومتر مربع مساحت و ۱۲۹ نفر جمعیت دارد و ۲۹۸ متر بالاتر از سطح دریا واقع شده‌است.